# Громов (канонерская лодка)
Канонерская лодка «Громов», буксирный пароход «Лётчик Громов» — волжский речной колёсный буксирный пароход. Во время Великой Отечественной войны — канонерская лодка Волжской военной флотилии, принимавшая участие в Сталинградской битве. За военные заслуги многие члены экипажа были награждены орденами и медалями.

## Описание судна
«Лётчик Громов» относился к колёсным буксирам со стальным корпусом. Длина судна составляла 56,4 м, расчётная ширина — 8,1 м, габаритная ширина — 17 м, осадка — 1,25 м, водоизмещение — 400 тонн. Максимальная скорость (без воза) — 18,5 узлов, дальность плавания экономическим ходом 16,5 узлов — 2450 км. Экипаж буксира состоял из 28 человек. Каюты для членов экипажа были сделаны в корпусе, ещё четыре каюты (для капитана, первого помощника и механика) размещались над колёсами. Элементы стального корпуса соединялись сваркой, надстройка была изготовлена из дерева. Энергетическая установка — один паровой двигатель мощностью 480 л. с., работающий на угле. Запас топлива — 80 тонн, размещённых в двух угольных бункерах. Электричеством судно обеспечивало пародинамо. В движение судно приводилось двумя гребными колёсами, расположенными по бортам. Для управления и передачи информации использовались машинный телеграф и переговорные трубы. Внутренние системы и трубопроводы состояли из паропровода, трубопровода питательной воды, газоотводного трубопровода с дымовой трубой, пожарно-осушительной системы, систем водоснабжения, сточной, отопления, вентиляции машинного отделения и помещений в корпусе и надстройке. Рулевое устройство состояло из одного полубалансирного руля с секторной рулевой машиной. Якорная система состояла из двух носовых и одного кормового якоря Холла, размещённых в клюзах. Механизм подъёма носовых якорей состоял из парового брашпиля, кормового — из шпиля. Буксирный механизм включал один поворотный буксирный гак и три арки. Швартовые устройства включали восемь кнехтов и четыре киповые планки; швартовка осуществлялась стальным тросом. На буксире были установлены фок-мачта и грот-мачта, а также носовой флагшток. В качестве сигнальных устройств применялись четыре топовых огня, два круговых, бортовые зелёный и красный и три кормовых огня. Для звуковой сигнализации использовался паровой свисток. На буксире имелась одна деревянная вёсельная шлюпка, вываливавшаяся за борт на поворотной шлюпбалке с приводом от ручных талей. Навигационные средства состояли из одного ручного лота. Противопожарные средства традиционные: багор, кошма, ящик с песком, пожарные лом, вёдра, топор.

## История

### Мобилизация
Одной из особенностей предвоенных мобилизационных планов было отсутствие мероприятий по мобилизации судов Волжского речного бассейна — географическое положение Волги считалось достаточно удалённым от предполагаемых театров военных действий. Это привело к отсутствию заранее подготовленной технической документации, а сами суда при проектировании и строительстве не адаптировались под нужды мобилизации. Другим фактором, влиявшим на переделку судов по требованиям ВМФ, стало переключение судостроительных заводов на выпуск сухопутной военной продукции.
Общий ход военных действий в 1941 году потребовал значительного пересмотра предвоенных планов. 27 октября 1941 года принимается решение о создании Волжской военной флотилии на базе Учебного отряда кораблей. Буксирный пароход «Лётчик Громов» мобилизован 16 июля 1941 года и реконструирован в канонерскую лодку с одновременным переподчинением Военно-морскому флоту. Одновременно имя парохода было изменено на сокращённый вариант «Громов». На перестройку отводилось 20 суток, вся техдокументация ограничивалась тактико-техническим заданием объёмом в несколько страниц, а заводы, проводившие работы, находились на расстоянии 300 км друг от друга. В соответствии с приказом канонерская лодка должна была встать в строй 15 августа 1941 года, но из-за нехватки материалов и вооружения, а также по причине слабой подготовки вновь формируемого экипажа, корабль был готов только в конце сентября.
Реконструкция предусматривала большое количество работ. На канонерку устанавливалось вооружение: два 100-мм орудия Б-24-БМ, два 45-мм орудия 21-К, три 7,62-мм пулемёта и дальномер. Для них требовалось изготовить подкрепления, обеспечивающие сохранность судовых конструкций при ведении огня. Во время реконструкции проявилась недостаточная продольная прочность буксира (при волнении корпус изгибался), что требовало обязательного укрепления корпуса. Для уменьшения работ носовое орудие разместили над поперечной переборкой. Кормовое орудие установили над вновь созданной переборкой, выгораживающей артиллерийский погреб.
Для хранения боеприпасов создавались артиллерийские погреба. Для этого использовали один из двух угольных бункеров. В нём установили стеллажи для боезапаса, системы орошения, осушения, вентиляции и освещения. Система осушения основывалась на отдельных паровых эжекторах. Электропроводка для освещения монтировалась в металлических трубах и подводилась к герметичным плафонам. Выключатели монтировались в тамбуре, где находилась лампа, сигнализирующая о включённом освещении. Переборки и подволок обшили гидроизоляцией, для которой вместо пробки использовали подручные материалы: фанеру, толь, кошму. Вместо деревянной палубы над погребом установили металлическую.

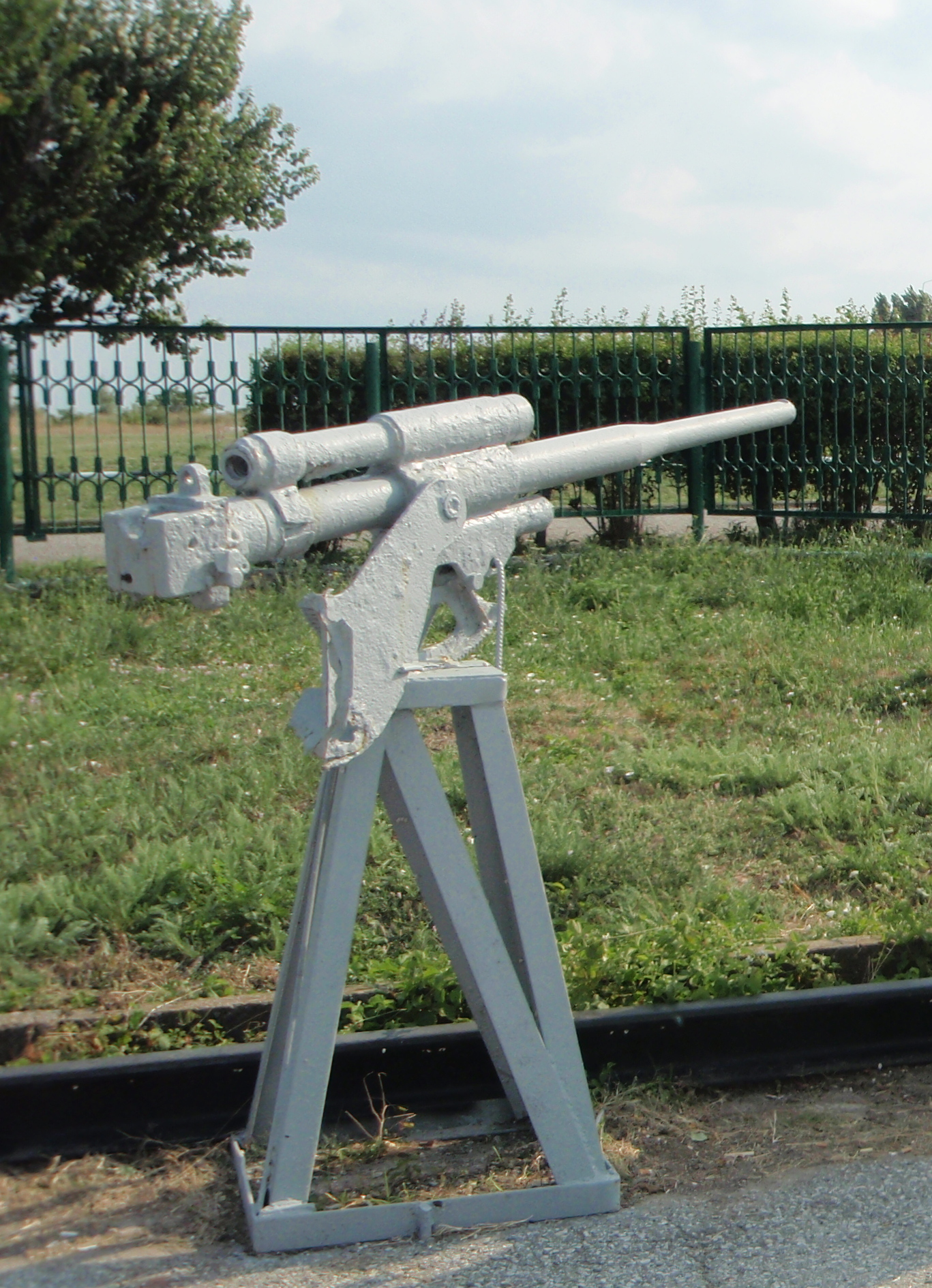
45-мм зенитное орудие 21-К, подобное тому, что было установлено на канонерской лодке «Громов»

Жилые помещения для размещения экипажа были полностью переоборудованы и позволили размещать до 72 человек. Для этого каюты экипажа, располагавшиеся в корпусе, перепланировали в два кубрика, которые вмещали 28 и 38 человек. Кубрики оборудовали двухъярусными койками, рундуками и тумбочками, вешалками для верхней одежды и пирамидами для личного оружия. В межкоечных проходах установили столы для приёма пищи. Каюты капитана и механика перестроили в четыре, которые заняли командир, комиссар, командиры БЧ-2 (артиллерийская) и БЧ-5 (электромеханическая). Третью каюту отвели под кают-компанию, а четвёртую — под радиорубку. Камбуз, прачечную и гальюн не переделывали, а в умывальнике увеличили количество кранов с трёх до шести.
К орудиям, погребам и дальномеру проводились переговорные трубы. Мачты оборудовались средствами подъёма сигнальных флагов, а для хранения самих флагов изготавливался специальный ящик. На корабле монтировались средства затемнения. Отсутствие подготовленной техдокументации требовало изготовления чертежей и схем по месту, что осложнялось нехваткой квалифицированного инженерного и рабочего персонала. Кроме того, остро ощущался недостаток металла, в том числе броневого проката. Но в распоряжении судостроителей оказалась 8-мм броня, от которой отказались танкостроители, — этой бронёй, вопреки техзаданию, обшили рубку канонерской лодки.
Военно-морской флаг на речной канонерской лодке «Громов» был поднят 1 сентября 1941 года.

### Участие в Сталинградской битве
Канонерская лодка «Громов» входила в состав действующей армии с 25 июля 1942 года по 2 февраля 1943 года.
«Громов» и два его систершипа, «Усыскин» и «Руднев», а также плавучие батареи № 97 и 98, 12 бронекатеров, 12 сторожевых катеров, 10 полуглиссеров и батальон морской пехоты составляли 1-ю бригаду речных кораблей. На 22 июля бригада базировалась в Саратове. По плану, который был разработан штабом флотилии и утверждён военным советом Сталинградского фронта 5 августа, 1-я БРК (канлодки «Громов» и «Руднев», плавучие батареи № 97 и 98, шесть бронекатеров) действовала на участке Красноармейск — Светлый Яр. Канонерские лодки были включены в артиллерийскую группу фронта и должны были действовать в интересах 57-й армии. Во время первого штурма Сталинграда (13 — 26 сентября) «Громов» вёл огонь с позиций в районе посёлка Культбаза, острова Сарпинский и около левого берега Волги выше Красноармейска. Одним из основных секторов огня было пространство между рекой Пионеркой и Купоросной балкой, где оборонялись части 64-й армии. В течение первых двух суток боёв 1-я БРК более 30 раз открывала огонь по противнику. В качестве примера можно привести события, происходившие 14 сентября: в 5:30 канлодки «Громов» и «Руднев» произвели артналёт, израсходовав 59 снарядов; в 7:25 снова был открыт огонь по району балки Купоросная (расход — 53 снаряда); в 8:00 выпущено ещё 39 снарядов по району западнее Купоросной; в 9:15 было сделано 19 выстрелов и снова по району западнее Купоросной. На берегу огонь корректировали лейтенант М. Г. Грязнов и политрук Б. Д. Молодцов. В дальнейшем канонерка поддерживала огнём советские части, находившиеся на левом фланге 62-й армии и правом фланге 64-й армии, находясь в оперативном подчинении 64-й армии. Части вермахта, прорвавшиеся к Волге в промежутке между двумя советскими армиями, находились в зоне огневого воздействия канонерской лодки «Громов». 100-мм дальнобойные орудия канонерской лодки позволяли вести огонь с закрытых позиций с помощью постов артиллерийских корректировщиков, расположенных непосредственно в боевых порядках частей. 25 — 30 октября 64-я армия проводила контрудар Купоросное — Зелёная Поляна, и «Громов» в составе сил 1-й БРК активно поддерживал эту операцию. В этот время артиллеристы-речники более 60 раз открывали огонь по врагу. 31 октября, ввиду приближающейся зимы, канонерские лодки 1-й БРК выводились в Гурьев для зимовки и ремонта. С 28 октября 1942 по 13 августа 1943 года канлодкой командовал капитан-лейтенант Игорь Моисеевич Геранин.
26 июля 1943 года на канонерской лодке «Громов» был поднят Краснознамённый Военно-морской флаг канонерской лодки «Усыскин», которая 4 мая подорвалась на мине и находилась в ремонте. 6 ноября 1943 «Громов» был разоружён и исключён из списков Военно-Морского флота и далее эксплуатировался в качестве парового буксирного судна.

### Послевоенная судьба
22 марта 1947 года буксирный пароход «Лётчик Громов» за особые заслуги экипажа во время Великой Отечественной войны был отмечен совместной мемориальной доской министерства речного флота и военно-морского штаба СССР. 27 июля 1957 ветеран Сталинградской битвы выведен из списков судов министерства речного флота РСФСР и выведен из эксплуатации. Но жизнь «Лётчика Громова» оказалась длиннее, чем у других пароходов типа «Усыскин»: к 1960 году списанный пароход был переоборудован в дебаркадер длиной 56 метров и под именем «Дебаркадер-351» (регистровый номер 099856) прослужил до 1979 года в Куйбышевском речном порту. В июне 1979 года судно было окончательно списано и пущено на «иголки».